# キングオブキングダム - KING OF KINGDOMS -
『キングオブキングダム - KING OF KINGDOMS -』は、株式会社CARTA SYNC GAMESから配信されているiOS・Android用ゲームアプリ。開発はXDG Interactive Group Inc.が手掛ける。略称は『キンキン』。2022年7月15日に事前登録を開始し、現在20万人が登録。2022年10月21日にサービス開始を予定している。サービス開始に合わせて、著名人である「なかやまきんに君」、「ローランド」、人気Youtuber「だいにぐるーぷ」が参加する『本能派VS知能派』キャンペーンの開始が発表された。

## 概要
シーズン制システムが搭載されており、約2ヶ月のシーズンをもって勝敗が決定し、次のシーズンに移行していく昨今のRTSのトレンドを踏襲した仕組みとなっている。シーズンの設定は青銅器時代から始まり、シーズン2では鉄器時代となることまでが公表されている。ストラテジーゲームには珍しく、日本が先行配信となると発表されており、”日本人が世界No.1”を目指せるゲームであることは特徴の1つである。
世界観の設定については、軍事AIに地球文明が滅ぼされた地球がAI操作によって6000年の時を経て復活し、文明を再起を目指す設定となっている。そのため、登場するキャラクター・英雄は、「カエサル」「クレオパトラ」「ナポレオン」など、名だたる歴史上の偉人が100名以上登場する。日本英雄も多数発表されており、「織田信長」「豊臣秀吉」「徳川家康」などの人気武将に加え、「お市の方」「濃姫」など彼らを支えた人物など、多数の日本英雄も登場する。

ゲーム開発は、中国ゲーム界のアカデミー賞に相当する「金翎賞」を9度の受賞歴を持つなど、実績豊富な丁国強氏が創業者である、XDG Interactive Group Inc(XDG).。XDGは、中国大手ストラテジーゲーム企業TAP4FUN (HONGKONG) LIMITEDの傘下で、キングオブキングダムはTAP4FUN LIMITEDのストラテジーシステム基盤を基に作られているという。また、世界的にも大ヒットした「Clash Of Kings」の開発メンバーも開発に携わっている。丁国強氏は、同時接続200万ユーザーを誇る「征途」や「仙侠世界」「仙侠世界2」などを手掛け、累計ユーザーは4億ユーザーを超える実績の持ち主である。

## 歴史
- 2022年
  - 5月12日 - 第1回CTB開始
  - 5月27日 - 第1回CTB終了 (『 血盟騎士団』が最終日都市攻略)
  - 8月3日 - 第2回CTB開始
  - 8月16日 - 第2回CTB終了 (第1回同盟対抗戦、優勝 『 Aegis』盟主 妖精くん)
  - 7月15日 - 事前登録スタート
  - 9月2日 - 事前登録数20万人突破
  - 9月6日 - チュートリアル調査開始
  - 9月7日 - なかやまきんに君、ローランド、だいにぐるーぷのアンバサダー就任発表、タイアップ企画『本能派VS知能派』キャンペーンの発表
  - 9月9日 - チュートリアル調査終了
  - 9月21日 - 正式配信(予定)

## アンバサダー
2022年10月21日より、なかやまきんに君、ROLAND、だいにぐるーぷをアンバサダーに迎えてのタイアップ企画キャンペーンを開催。「本能派同盟」と「知能派同盟」に分かれてゲームを進行していく。
- 本能派同盟
  - 盟主：なかやまきんに君
  - 副盟主：須藤祥
  - 外交官：土井谷誠一（だいにぐるーぷサブリーダー）
  - 軍事指揮官：だいにぐるーぷスタッフ
- 知能派同盟
  - 盟主：ROLAND
  - 副盟主：岩田涼太（だいにぐるーぷリーダー）
  - 外交官：飯野太一
  - 軍事指揮官：西尾知之